# Seznam avstrijskih izumiteljev
Seznam avstrijskih izumiteljev.

## A
- Robert Adler
- Julius von Albach

## E
- Wilhelm Engerth

## F
- Anselm Franz

## G
- Gaston Glock

## H
- Conrad Haas
- Blaž Höfel

## L
- Hedy Lamarr

## K
- Viktor Kaplan
- Wilhelm Kress
- Alfred von Kropatschek

## M
- Josef Madersperger
- Ferdinand Mannlicher
- Siegfried Marcus
- Josef Melan ?
- Peter Mitterhofer

## N
- Alois Negrelli
- Adam Albert von Neipperg

## P
- Ferdinand Porsche
- Ferdinand Anton Ernst Porsche
- Janez Puch

## R
- Josef Ressel
- Edmund Rumpler

## S
- Alois Senefelder
- Josef Strauss

## V
- Max Valier

## W
- Auer von Welsbach
- Carl Auer von Welsbach